# Bloqueia Meu Zap (canção)
"Bloqueia Meu Zap" é uma canção do gênero country pop gravada pela cantora e compositora brasileira Paula Fernandes.
A canção foi apresentada como segundo single para o sexto álbum de estúdio 11:11 (2023). A canção foi apresentada ao vivo no programa Faustão na Band, em 22 de novembro de 2022.

## Sobre a canção
O single "Bloqueia Meu Zap" foi lançado em 6 de outubro de 2022, acompanhando por um videoclipe oficial do DVD. No dia 1 de novembro foi lançada uma versão acústica do single.

## Faixas
- Download digital

1. "Bloqueia Meu Zap" - 2:18